# Uzvisina
Uzvisina je dio zemljišta koji se u reljefu ističe visinom.

## Primjeri

### u Hrvatskoj
- Bambina glavica
- Banska kosa
- Glavica (Stari Grad, Hvar)
- Turska kula
- Tusti vrh

### Izvan Hrvatske
- Baltička uzvisina
- Bjeloruska uzvisina
- Donjecka uzvisina
- Gorodokska uzvisina
- Priazovska uzvisina
- Pridnjeparska uzvisina
- Pridnjestarska uzvisina
- Privolška uzvisina
- Srednjomoldavska uzvisina
- Srednjoruska uzvisina
- Timanska uzvisina
- Valdajska uzvisina
- Volino-podolska uzvisina